# Pythagorasbron i Virserum
Pythagorasbron i Virserum är en vägbro av trä på väg 672 över Virserumsån i Virserum.
Vägbron vann en av Vägverket utlyst arkitekttävling 2004. Ritad av bro- och landskapsarkitekt Inger Berglund, Falun. Den går på Tvetavägen vid infarten till Virserum från nordost. Vid det sydvästra brofästet ligger turist- och kulturcentret Bolagsområdet, tidigare Dackestop, med Virserums möbelindustrimuseum och Sveriges telemuseum samt Virserums konsthall, som över åren haft trä som framträdande tema i sin utställningsverksamhet.
Träbron har en spännvidd på 13,8 meter och är en hängverkskonstruktion med en excentriskt placerad hängare. Den är gjord i limträ i brodäck och i strävorna, medan tvärbalk, hängare och dragband är i stål. Trädelarna är målade i Falu rödfärg.
Bron är den första moderna träbron i det svenska allmänna vägnätet.